# 浜松市立西小学校
浜松市立西小学校（はままつしりつ にししょうがっこう）は、静岡県浜松市中央区鴨江町にある公立小学校。

## 沿革
- 1909年（明治42年）4月 - 浜松西尋常小学校として創立。
- 1912年（明治45年）1月 - 校舎を現在地に移転
- 1922年（大正11年）4月 - 浜松西尋常高等小学校と改称
- 1931年（昭和6年）3月 - 浜松西尋常小学校と改称
- 1941年（昭和16年）3月 - 浜松西国民学校と改称
- 1945年（昭和20年）6月 - 浜松空襲で被災し廃校
- 1953年（昭和28年）4月 - 浜松市立西小学校として復興
- 2008年（平成20年）11月 - 創立100周年記念式典開催

## 通学区域
中区

| - 栄町 - 中山町 | - 三組町 - 鴨江町 | - 鴨江一丁目・三丁目・四丁目 |

## アクセス
- 遠鉄バス掛塚さなる台線（さなる台系統）・大平台線（鴨江経由） 「中部電力」停留所から、徒歩4分

## 交通
- JR東海道本線浜松駅下車　徒歩28分

## 関連事項
- 静岡県小学校一覧